# Ashes, Organs, Blood and Crypts
Ashes, Organs, Blood and Crypts är det amerikanska death metal-bandet Autopsys nionde studioalbum, utgivet den 27 oktober 2023 på etiketten Peaceville Records. Albumet är utgivet på CD och LP; LP:n finns som svart vinyl, blodröd vinyl och orange vinyl.

## Låtlista
1. Rabid Funeral – 5:02
2. Throatsaw – 2:31
3. No Mortal Left Alive – 4:35
4. Well of Entrails – 5:06
5. Ashes, Organs, Blood and Crypts – 3:45
6. Bones to the Wolves – 4:16
7. Marrow Fiend – 3:32
8. Toxic Death Fuck – 2:41
9. Lobotomizing Gods – 2:34
10. Death Is the Answer – 3:41
11. Coagulation – 3:38

## Medverkande
- Chris Reifert – sång, trummor
- Eric Cutler – sång, gitarr
- Danny Coralles – gitarr
- Greg Wilkinson – basgitarr